# UAEプロリーグ
UAEプロリーグ（英語: UAE Pro League, アラビア語: دوري المحترفين الإماراتي）は、アラブ首長国連邦（UAE）におけるプロサッカーの最上位リーグである。UAEプロリーグ委員会によって運営されている。アブダビ国営石油会社の協賛により、ADNOCプロリーグと呼ばれている。

## 概要
1973年に創設。初年度の1973-74シーズンは、当初「実験」リーグという位置づけだったが、2001年に公式なシーズンとして認められた。2007年にUAEプロリーグ委員会が設立され、2008年にリーグ名を「UAEフットボールリーグ」と改称。そして、通信会社であるエティサラートの協賛により「エティサラート・プロリーグ」と呼ばれた。
2013-14シーズンからは一部アラブ諸国によるペルシア湾の別称「アラビア湾」を冠した「アラビアン・ガルフ・リーグ」と呼ばれた。しかしこの呼称変更はペルシア湾呼称問題を想起させるものだとしてイランの反発を招き、イラン・イスラム共和国サッカー連盟が当時のイラン代表キャプテンジャバド・ネクナムのシャールジャFCへの移籍を禁じたと報じられる ほどの事態となった。
2021-22シーズンからは、現在の「UAEプロリーグ」の名称となっている。UAEファーストディヴィジョンリーグとの昇降格制を採用している。

## 所属クラブ
2023-24シーズン
| クラブ名               | ホームタウン         | ホームスタジアム                                   | 収容人数 |
| ---------------------- | -------------------- | -------------------------------------------------- | -------- |
| アジュマーン           | アジュマーン         | アジュマーン・スタジアム                           | 05,537   |
| アル・アイン           | アル・アイン         | ハッザーア・ビン・ザーイド・スタジアム             | 22,965   |
| アル・アハリ           | ドバイ               | アール・ラーシド・スタジアム                       | 12,052   |
| アル・イテハド・カルバ | カルバ               | イテハド・カルバ・スタジアム                       | 08,500   |
| アル・ジャジーラ       | アブダビ             | ムハンマド・ビン・ザーイド・スタジアム             | 42,056   |
| アル・ナスル           | ドバイ               | アール・マクトゥーム・スタジアム                   | 15,000   |
| アル・バターイフ       | シャールジャ         | アル・バターイフ・スタジアム                       | 02,000   |
| アル・ワスル           | ドバイ               | ザビール・スタジアム                               | 08,439   |
| アル・ワフダ           | アブダビ             | アール・ナヒヤーン・スタジアム                     | 11,456   |
| エミレーツ・クラブ     | ラアス・アル＝ハイマ | エミレーツ・クラブ・スタジアム                     | 05,200   |
| シャールジャ           | シャールジャ         | シャールジャ・スタジアム                           | 20,000   |
| バニーヤース           | アブダビ             | バニーヤース・スタジアム                           | 10,000   |
| ハッタ・クラブ         | ハッタ               | ハムダーン・ビン・ラーシド・スタジアム             | 05,000   |
| ホール・ファッカーン   | ホール・ファッカーン | サクル・ビン・ムハンマド・アル＝カシミ・スタジアム | 07,500   |

## 歴代優勝クラブ
| - 1973-74 : アル・オルーバ - 1974-75 : アル・アハリ - 1975-76 : アル・アハリ - 1976-77 : アル・アイン - 1977-78 : アル・ナスル - 1978-79 : アル・ナスル - 1979-80 : アル・アハリ - 1980-81 : アル・アイン - 1981-82 : アル・ワスル - 1982-83 : アル・ワスル - 1983-84 : アル・アイン - 1984-85 : アル・ワスル - 1985-86 : アル・ナスル - 1986-87 : アル・シャールジャ - 1987-88 : アル・ワスル - 1988-89 : アル・シャールジャ - 1989-90 : アル・シャバーブ - 1990-91 : 優勝クラブなし - 1991-92 : アル・ワスル - 1992-93 : アル・アイン - 1993-94 : アル・シャールジャ - 1994-95 : アル・シャバーブ | - 1995-96 : アル・シャールジャ - 1996-97 : アル・ワスル - 1997-98 : アル・アイン - 1998-99 : アル・ワフダ - 1999-00 : アル・アイン - 2000-01 : アル・ワフダ - 2001-02 : アル・アイン - 2002-03 : アル・アイン - 2003-04 : アル・アイン - 2004-05 : アル・ワフダ - 2005-06 : アル・アハリ - 2006-07 : アル・ワスル - 2007-08 : アル・シャバーブ - 2008-09 : アル・アハリ - 2009-10 : アル・ワフダ - 2010-11 : アル・ジャジーラ - 2011-12 : アル・アイン - 2012-13 : アル・アイン - 2013-14 : アル・アハリ - 2014-15 : アル・アイン - 2015-16 : アル・アハリ - 2016-17 : アル・ジャジーラ | - 2017-18 : アル・アイン - 2018-19 : シャールジャ - 2019-20 : 優勝クラブなし - 2020-21 : アル・ジャジーラ - 2021-22 : アル・アイン - 2022-23 : アル・アハリ - 2023-24 : アル・ワスル |

## クラブ別優勝回数
| クラブ名         | 回数 | 優勝年度 |
| ---------------- | ---- | --- |
| アル・アイン     | 14   | 1976–77, 1980–81, 1983–84, 1992–93, 1997–98, 1999–00, 2001–02, 2002–03, 2003–04,2011–12, 2012–13, 2014–15, 2017–18, 2021–22 |
| アル・ワスル     | 8    | 1981–82, 1982–83, 1984–85, 1987–88, 1991–92, 1996–97, 2006–07, 2023–24                                                      |
| アル・アハリ     | 8    | 1974–75, 1975–76, 1979–80, 2005–06, 2008–09, 2013–14, 2015–16, 2022–23                                                      |
| シャールジャ     | 6    | 1973–74, 1986–87, 1988–89, 1993–94, 1995–96, 2018–19                                                                        |
| アル・ワフダ     | 4    | 1998–99, 2000–01, 2004–05, 2009–10                                                                                          |
| アル・ジャジーラ | 3    | 2010–11, 2016–17, 2020–21                                                                                                   |
| アル・ナスル     | 3    | 1977–78, 1978–79, 1985–86                                                                                                   |
| アル・シャバーブ | 3    | 1989–90, 1994–95, 2007–08                                                                                                   |

## 歴代得点王
| シーズン | 選手                                        | 所属クラブ                | 得点 |
| -------- | ------------------------------------------- | ------------------------- | ---- |
| 1974–75  | スハイル・サリム                            | アル・アハリ              | 14   |
| 1980–81  | アブドゥルラッザーク                        | エミレーツ・クラブ        | 14   |
| 1981–82  | アフメド・アブドゥッラー                    | アル・アイン              | 12   |
| 1982–83  | アフメド・アブドゥッラー ファハド・カメーズ | アル・アイン アル・ワスル | 20   |
| 1983–84  | ルイス・カルロス                            | アル・ナスル              | 12   |
| 1984–85  | ファハド・カメーズ                          | アル・ワスル              | 20   |
| 1987–88  | ズハイル・バケート                          | アル・ワスル              | 25   |
| 1988–89  | ファハド・カメーズ                          | アル・ワスル              | 13   |
| 1991–92  | ユースフ・アティク                          | アル・アハリ              | 25   |
| 1992–93  | サイーフ・スルタン                          | アル・アイン              | 21   |
| 1993–94  | アブドゥルアズィーズ・ムハンマド            | アル・シャールジャ        | 18   |
| 1994–95  | バデル・ジャシム                            | アル・ワフダ              | 10   |
| 1995–96  | ジャシム・アル・ドゥケー                    | アル・シャアブ            | 10   |
| 1997–98  | アリ・タニ                                  | アル・シャールジャ        | 19   |
| 1998–99  | ブーリ・ラー                                | アル・ワフダ              | 29   |
| 1999–00  | ブーリ・ラー                                | アル・ワフダ              | 18   |
| 2000–01  | モハメド・サレム・アル＝エナジ              | アル・ワフダ              | 22   |
| 2001–02  | モハメド・サレム・アル＝エナジ              | アル・ワフダ              | 22   |
| 2002–03  | クリスティアン・モンテキノス                | ドバイ・クラブ            | 19   |
| 2003–04  | アリー・キャリーミー                        | アル・アハリ              | 14   |
| 2004–05  | ヴァルデル アンデルソン                     | アル・ナスル シャールジャ | 23   |
| 2005–06  | アンデルソン                                | シャールジャ              | 19   |
| 2006–07  | アンデルソン                                | アル・ワスル              | 19   |
| 2007–08  | ファイサル・ハリール アンデルソン           | アル・アハリ シャールジャ | 16   |
| 2008–09  | フェルナンド・バイアーノ                    | アル・ジャジーラ          | 25   |
| 2009-10  | ホセ・サンド                                | アル・アイン              | 23   |
| 2010-11  | アンドレ・センゴール                        | バニーヤース              | 18   |
| 2011-12  | アサモア・ギャン                            | アル・アイン              | 22   |
| 2012-13  | アサモア・ギャン                            | アル・アイン              | 31   |
| 2013-14  | アサモア・ギャン                            | アル・アイン              | 29   |
| 2014-15  | ミルコ・ヴチニッチ                          | アル・ジャジーラ          | 25   |
| 2015-16  | セバスティアン・タグリアブエ                | アル・ワフダ              | 25   |
| 2016-17  | アリー・マブフート                          | アル・ジャジーラ          | 33   |
| 2017-18  | マルクス・ベリ                              | アル・アイン              | 25   |
| 2018-19  | セバスティアン・タグリアブエ                | アル・ワフダ              | 27   |
| 2019-20  | コジョ・フォ＝ドー・ラバ                    | アル・アイン              | 19   |
| 2020-21  | アリー・マブフート                          | アル・ジャジーラ          | 25   |
| 2021-22  | コジョ・フォ＝ドー・ラバ                    | アル・アイン              | 26   |
| 2022-23  | コジョ・フォ＝ドー・ラバ                    | アル・アイン              | 28   |
| 2023-24  | オマル・フリービーン                        | アル・ワフダ              | 19   |

## 国際大会での戦績
- AFCチャンピオンズリーグ優勝：2回
  - アル・アイン（2003, 2024）
- AFCチャンピオンズリーグ準優勝：3回
  - アル・アイン（2005, 2016）
  - アル・アハリ（2015）
- FIFAクラブワールドカップ準優勝：1回
  - アル・アイン（2018）